# Copa Balompié Mexicano
La Copa de Balompié Mexicano es un torneo oficial de fútbol disputado entre clubes de la Liga de Balompié Mexicano. El primer torneo fue al finalizar la Liga de Balompié Mexicano 2022, con la participación de 4 clubes.

## Historia
Con la creación de la Liga de Balompié Mexicano, se estableció que el formato de liga era a torneo largo, el equipo con más puntos era declarado campeón, mientras que de la posición 2 a la 5 jugarían por una copa.
La primera temporada causó polémica al comenzar con 19 equipos y finalizar con 7, con lo cual el formato original no se llevaría a cabo.
Fue hasta el 2022 se anunció el regreso del formato original, retomando el primer lugar campeón y el torneo de copa.

## Formato de Competencia
El formato es el más utilizado en este tipo de torneos, eliminación directa a un solo partido. Para la primera temporada se dio la participación de 4 clubes y se empezaría por las semifinales.

## Historial
| Temporada | Campeón                | Marcador | Subcampeón            | Goleador                                     | Club                                       | Goles | Notas                 |
| --------- | ---------------------- | -------- | --------------------- | -------------------------------------------- | ------------------------------------------ | ----- | --------------------- |
| 2022      | Halcones de Querétaro  | 4-2      | Mezcaleros de Oaxaca  | Bryan Sanclemente Alfonso Nieto Miguel Rojas | Halcones de Querétaro Mezcaleros de Oaxaca | 3     | Primer torneo de copa |
| INV-2022  | Chapulineros de Oaxaca | 4-2, 2-0 | Halcones de Querétaro | Víctor Lojero                                | Chapulineros de Oaxaca                     | 16    | Campeón invicto       |

## Palmarés
| Club                   | Títulos | Subtítulos | Años de los campeonatos | Años de los subcampeonatos |
| ---------------------- | ------- | ---------- | ----------------------- | -------------------------- |
| Halcones de Querétaro  | 1       | 1          | 2022                    | INV-2022                   |
| Chapulineros de Oaxaca | 1       | 0          | INV-2022                |                            |
| Mezcaleros de Oaxaca   | 0       | 1          |                         | 2022                       |

## Goleadores por equipo
| Equipo                 | Goleadores |
| ---------------------- | ---------- |
| Halcones de Querétaro  | 2          |
| Mezcaleros de Oaxaca   | 1          |
| Chapulineros de Oaxaca | 1          |

## Entrenadores campeones
| Temporada | Entrenador    | Equipo                 |
| --------- | ------------- | ---------------------- |
| 2022      | Óscar Díaz    | Halcones de Querétaro  |
| INV-2022  | Omar Arellano | Chapulineros de Oaxaca |